# Каменка (Колчановское сельское поселение)
Ка́менка — деревня в Колчановском сельском поселении Волховского района Ленинградской области.

## История
На картах Санкт-Петербургской губернии Ф. Ф. Шуберта 1834 и 1844 годов не упоминается.

КАМЕНКА — деревня статского советника Корсакова, по просёлочной дороге, число дворов — 8, число душ — 31. (1856 год)

КАМЕНКА — деревня владельческая при колодце, число дворов — 11, число жителей: 32 м. п., 41 ж. п. (1862 год)

В 1863—1864 годах временнообязанные крестьяне деревни выкупили свои земельные наделы у С. Н. Корсакова и стали собственниками земли.
- Земли деревни Каменка на возвышенности к югу от деревни Вымово.
 Карта Ф. Ф. Шуберта 1872 года

В конце XIX — начале XX века Каменка административно относилась к 3-му стану Новоладожского уезда Санкт-Петербургской губернии.
На военно-топографической карте Петроградской и Новгородской губерний 1915 года деревня Каменка не обозначена.
С 1917 по 1923 год входила в состав Вымовского сельсовета Усадище-Масельгской волости Новоладожского уезда.
С 1923 года — в составе Колчановской волости Волховского уезда.
С 1927 года — в составе Колчановской волости Волховского района.
В 1928 году население составляло 143 человека.
По административным данным 1933 года деревня Каменка входила в состав Вымовского сельсовета Волховского района с центром в деревне Кивуя.
С 1946 года — в составе Новоладожского района.
С 1954 года — в составе Усадищенского сельсовета.
К середине 1950-х годов в деревне было около 40 домов и конюшня. Школа отсутствовала, ближайшая — в соседней деревне Вымово.
В 1958 году население составляло 34 человека.
С 1963 года — в составе Масельгского сельсовета Волховского района.
По данным 1966 года вновь входила в состав Усадищенского сельсовета.
По данным 1973 и 1990 годов входила в состав Колчановского сельсовета.
В 1997, 2002, 2007 и 2010 годах в деревне не было постоянного населения.

## География
Деревня находится в восточной части района, близ автодороги 41К-389 (подъезд к дер. Вымово), к востоку от автодороги А114 (Вологда — Новая Ладога)
Расстояние до административного центра поселения — 21 км.
Расстояние до ближайшей железнодорожной станции Колчаново — 22 км.
К югу и западу от деревни протекает река Холмача. Близ деревни находится исток одного из её безымянных правых притоков.

## Демография
| 1862 | 1997 | 2002 | 2007 | 2010 | 2013 | 2017 |
| ---- | ---- | ---- | ---- | ---- | ---- | ---- |
| 73   | ↘0   | →0   | →0   | →0   | →0   | →0   |

По данным Всероссийской переписи населения 2021 года в деревне постоянного населения не было.

## Инфраструктура
В деревне насчитывается пять колодцев, один из которых разрушен, два — не питьевые. С 2002 года в деревне отсутствует электричество. В деревне четыре дома, зимой нежилые.

## Известные уроженцы
В Каменке родился Герой Советского Союза, лётчик-истребитель Голубев Василий Фёдорович.